# Bruntál (zámek)

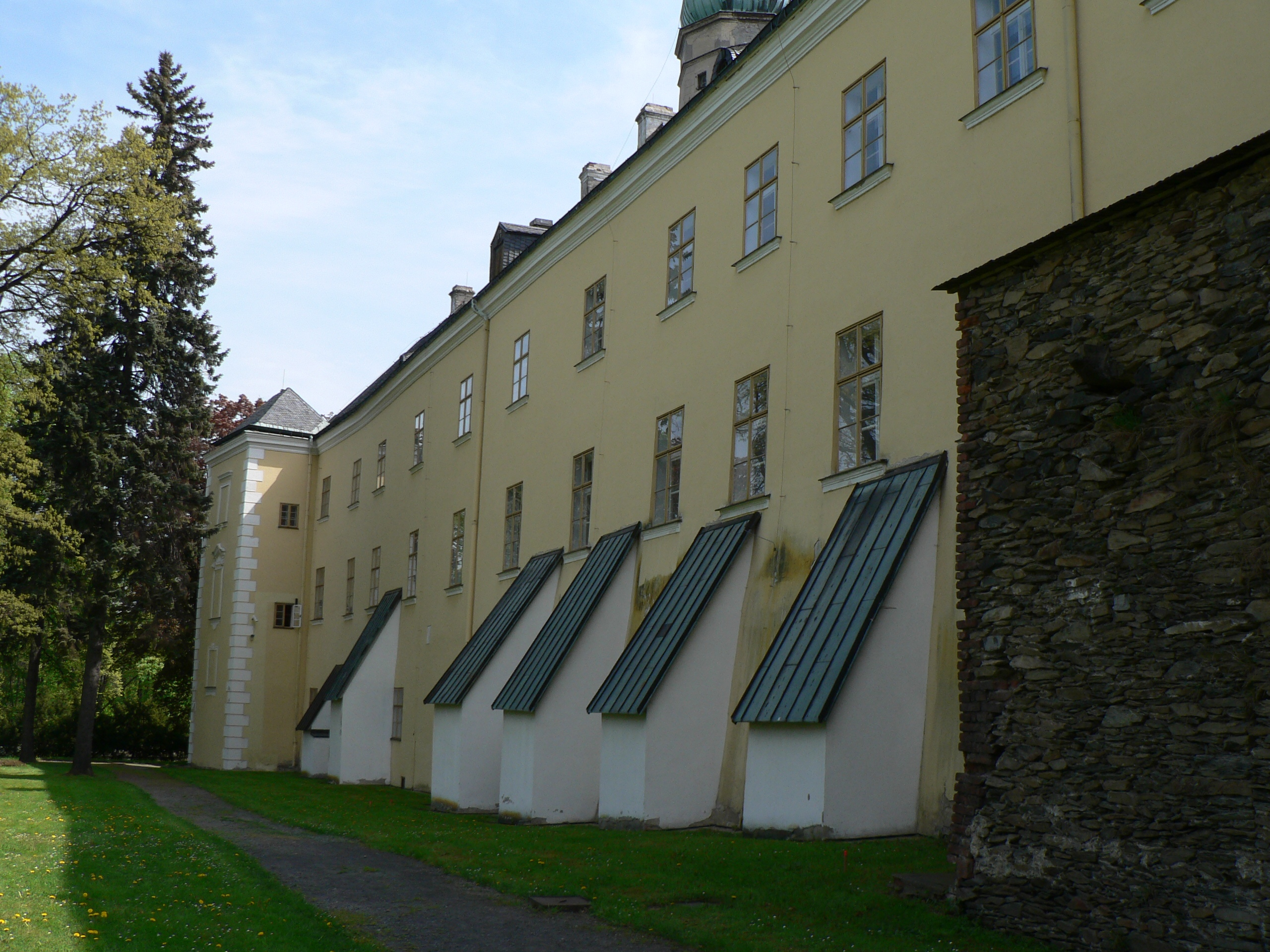
Východní křídlo zámku

Zámek Bruntál, nacházející se v centru města Bruntálu, je jednou z nejvýznamnějších památek regionu. Okolo zámku netradiční dispozice tvaru kruhové výseče s trojúhelníkovým nádvořím s arkádami se rozkládá zámecký park. Při severozápadním křídle stojí Hodinová věž. Na zámku se zachovalo cenné vybavení původních interiérů s bohatou obrazovou sbírkou, zbrojnicí a knihovnou. Dnes je sídlem regionálního muzea, jsou zde muzejní expozice a výstavní síně a konají se tady kulturní a společenské akce.
V roce 1963 byl zámek prohlášen za nemovitou kulturní památku a v roce 2002 byl zařazen mezi národní kulturní památky.

## Historie
Původní městský pozdně gotický hrad z konce 15. století byl přestavěn v 2. polovině 16. století ve stylu severská renesance v honosné representační sídlo pánů z Vrbna. Dokladem této přestavby je nádvoří zámku s krásnými arkádovými ochozy a zámeckou věží. Po bitvě na Bílé hoře zámek získal jako konfiskát Řád německých rytířů. V třicetileté válce byl zámek velmi poškozený takže se v polovině 18. století uvažovalo o jeho demolici. V roce 1766 se započalo s poslední přestavbou zámku, která po dokončení v roce 1769 přivedla zámek do dnešní podoby. Vznikl tak objekt ojediněle spojující renesanční a barokní sloh v jednom celku. Zámek byl také upravován v polovině 19. a počátkem 20. století. 
Po první světové válce uvalilo ministerstvo zemědělství na velkostatek Freudenthal-Hubertskirch-Karlsbrunn Řádu německých rytířů v březnu 1919 vnucenou správu. Velkostatek sestával z hospodářských správ: Freudenthal, Altstadt (Staré Město), Kotzendorf (Moravský Kočov) a lesních správ: Freudenthal (Bruntál), Tiergarten (Obora), Hubertskirch (Hubertov), Kleinmohrau (Malá Morávka), Dürrseifen (Suchá Rudná), Wiedergrün (Podlesí), Würbenthal (Vrbno pod Pradědem), Karlsthal (Karlovice). K velkostatku patřila průmyslová výroba s pivovarem, lihovarem, pilou, hutí a také lázně. Celková rozloha činila 12 052 ha.
V roce 1945 přešla správa zámku do rukou československého státu.
Řád německých rytířů nyní podniká kroky k navrácení zámku Bruntál. V případě, že by došlo k jeho navrácení, památka by nadále sloužila svému účelu a byla by přístupná veřejnosti.

## Zámecký park
Vznik parku je datován do 16. století. V polovině 17. století založil Řád německých rytířů pravidelnou zahradu. Významné zásahy byly provedeny za velmistra Řádu arcivévody Evžena Habsburského v roce 1894 podle návrhů Georga Hauberrissera. Barokní úprava se zachovala u průčelí zámku, ostatní plocha je ponechána jako přírodně krajinářský park. V parku se nachází zbytky bývalých městských hradeb, přízemní Sala terrena z roku 1894, bašta a 11 plastik, většinou pískovcových soch z přelomu 18. a 19. století. Park se rozléhá na ploše 2,5 ha.

## Muzeum
V bruntálském zámku sídlí muzeum. Kromě zámecké expozice se zde nachází expozice věnovaná přírodě Bruntálska a expozice řemesel a živností regionu. Další významné památky ve správě muzea jsou hrad Sovinec a objekt bývalé kasárny v Karlovicích ve Slezsku. Historie muzea sahá do roku 1898, kdy byla v Bruntále založena muzejní společnost. První výstava byla uspořádána v roce 1913 v rámci oslav 700. výročí založení města.

## Galerie

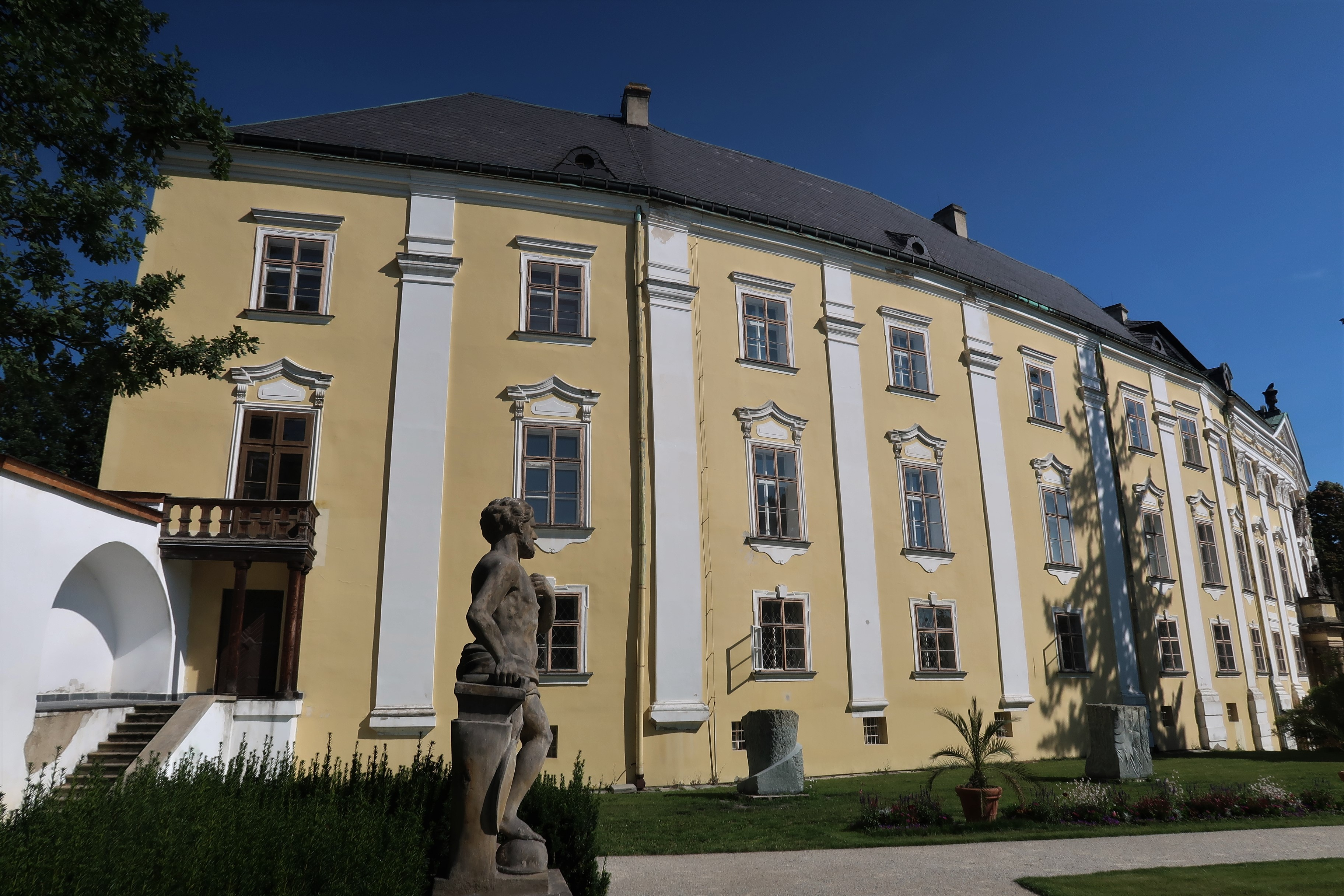
Nádvoří zámku s Hodinovou věží
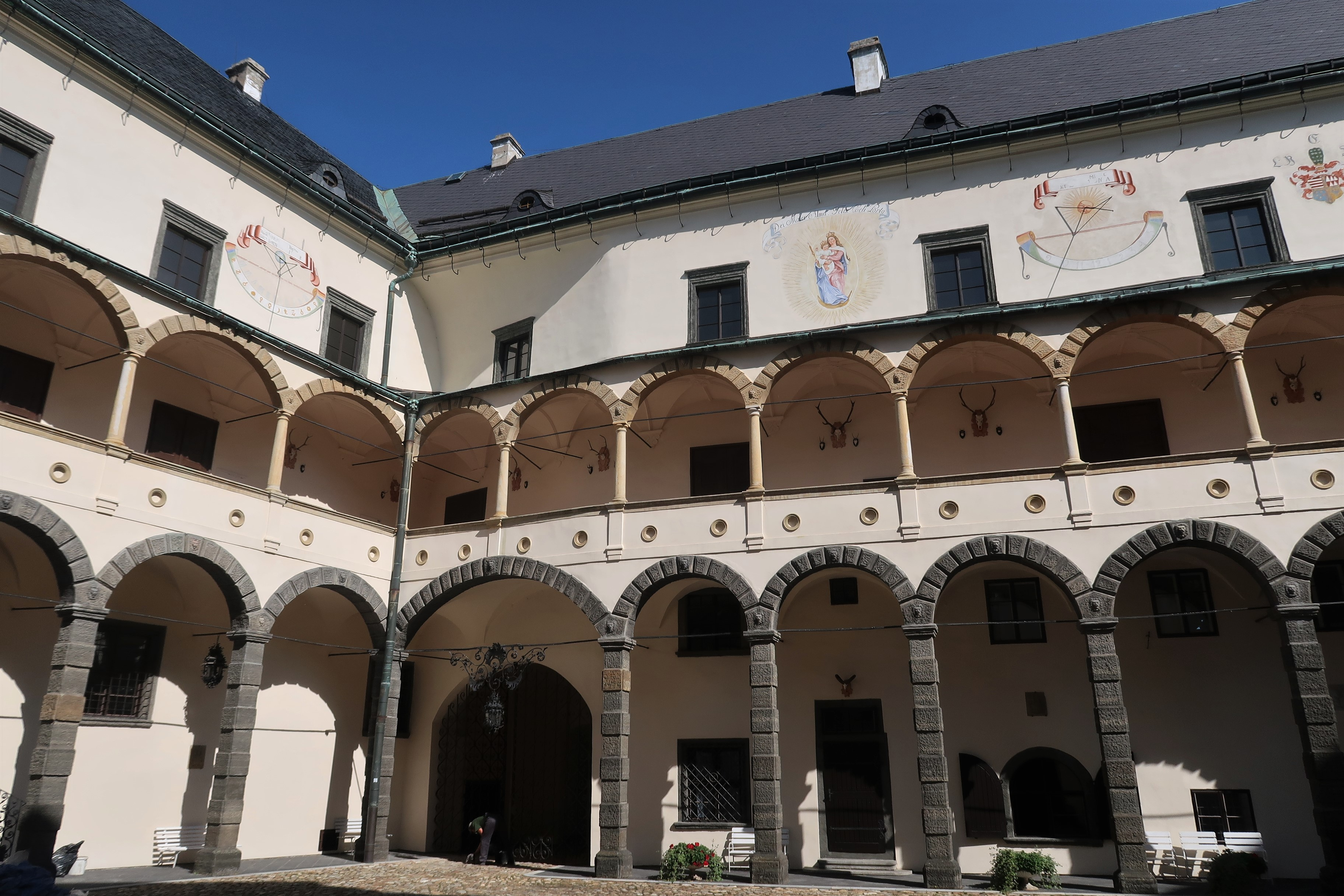
Nádvoří zámku
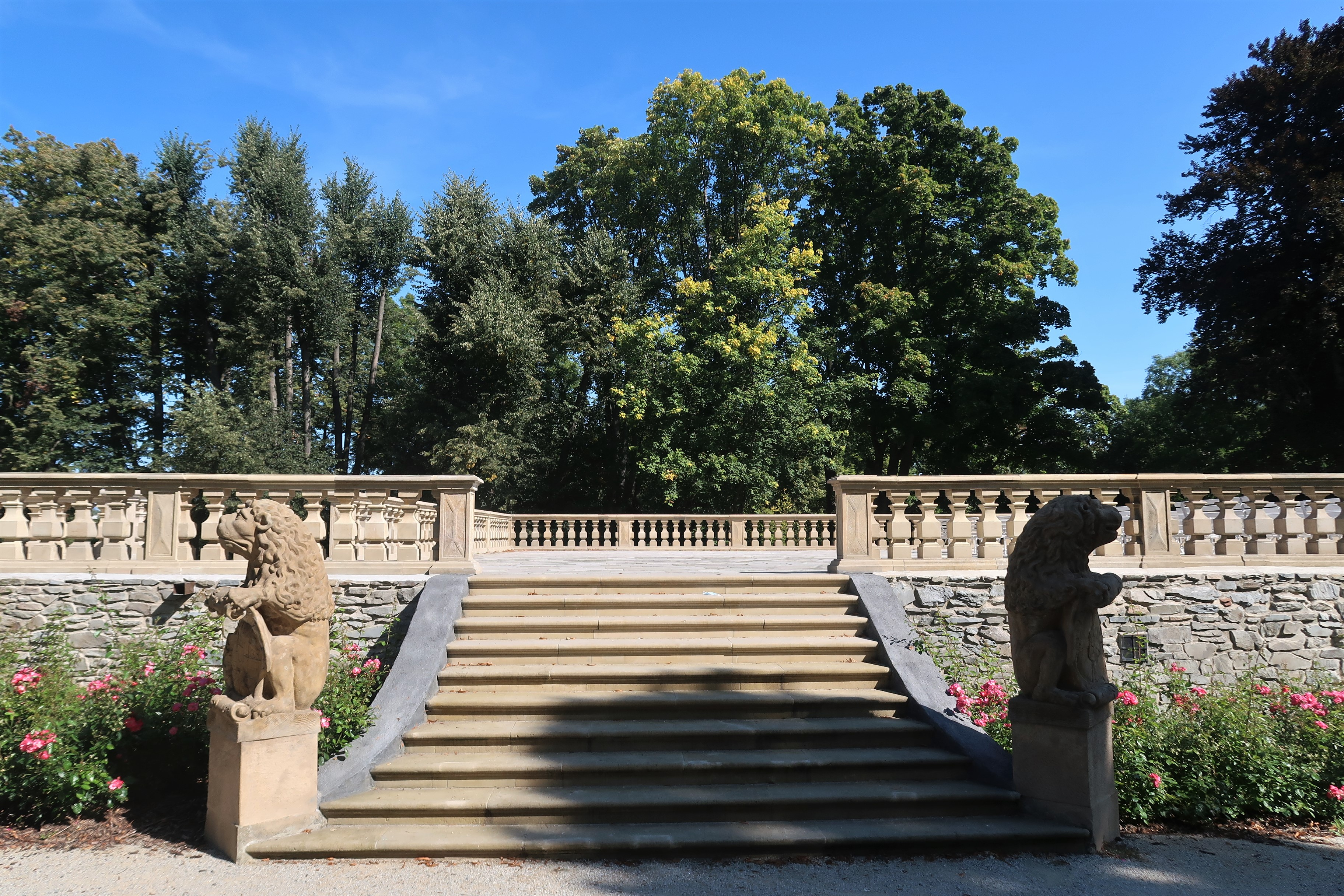
Sala terrena v zámeckém parku
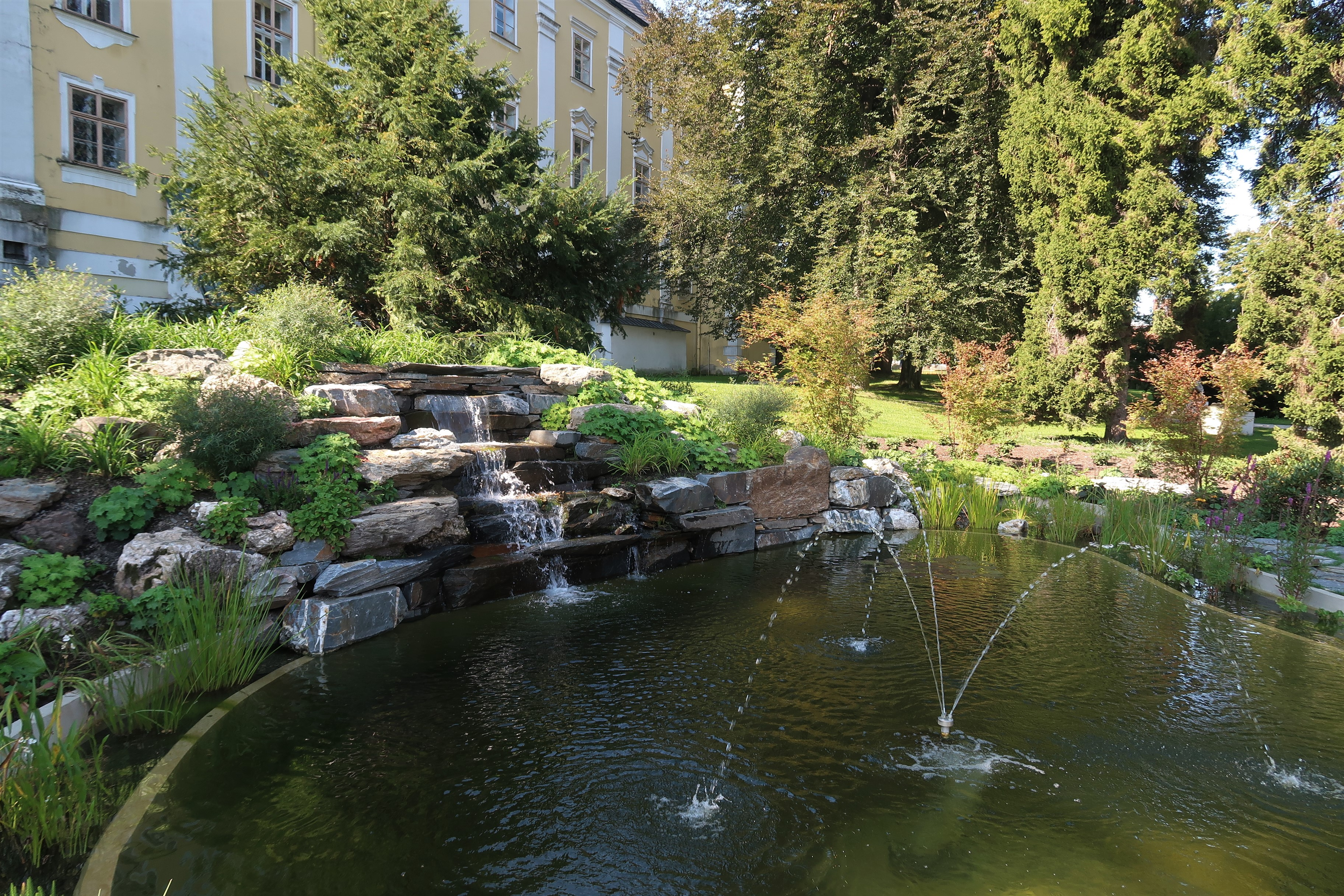
Jezírko v zámeckém parku
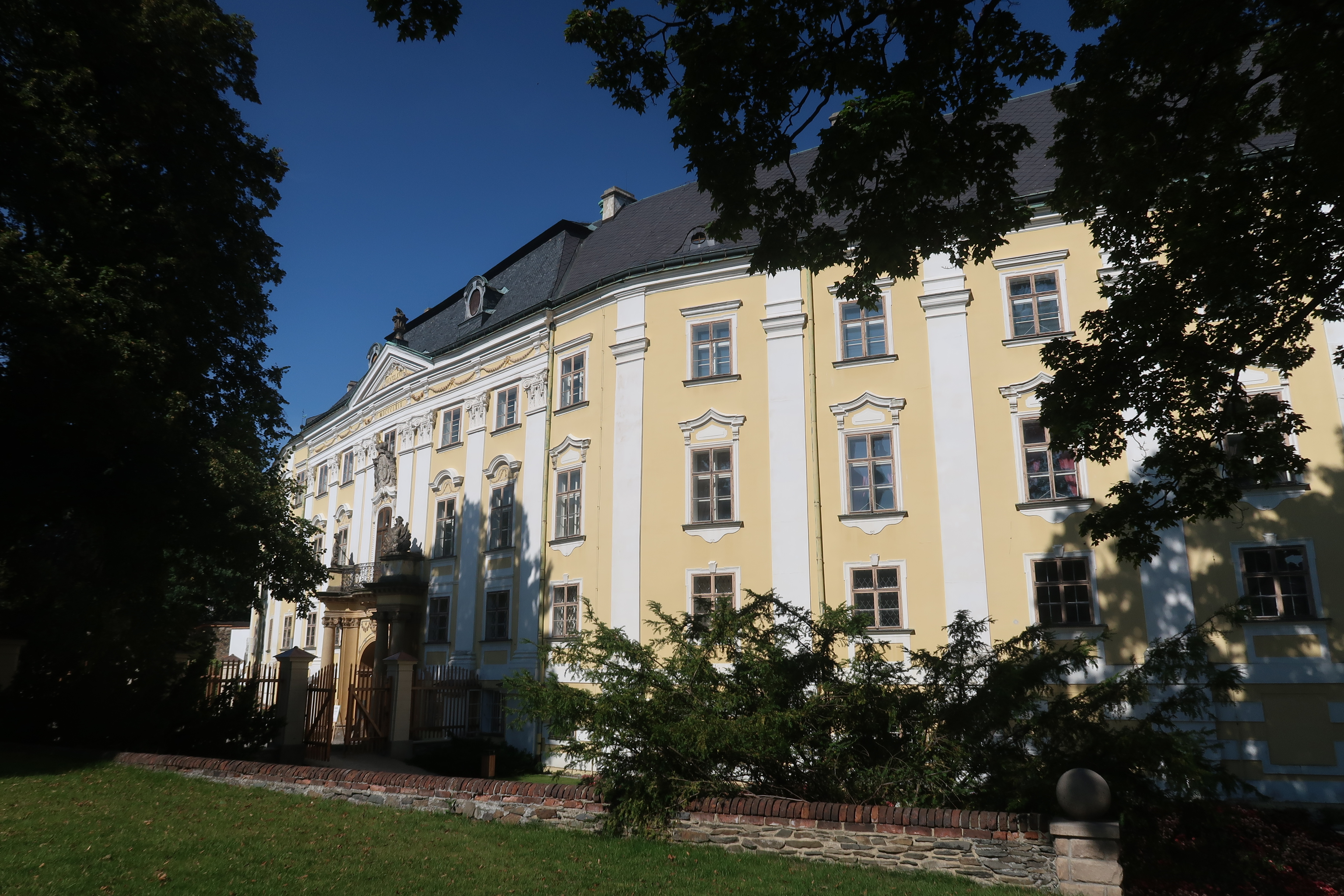
Vstupní průčelí zámku ze Zámeckého náměstí